# Jurij Huńko
Jurij Dmytrowycz Huńko, ukr. Юрій Дмитрович Гунько, ros. Юрий Дмитриевич Гунько, Jurij Dmitrijewicz Guńko (ur. 28 lutego 1972 w Kijowie) – radziecki i ukraiński hokeista, reprezentant Ukrainy, olimpijczyk. Trener i działacz hokejowy.

## Kariera zawodnicza
- SzWSM Kijów (1988–1991)
- / Sokił Kijów (1990–1995)
- Itił Kazań (1995–1996)

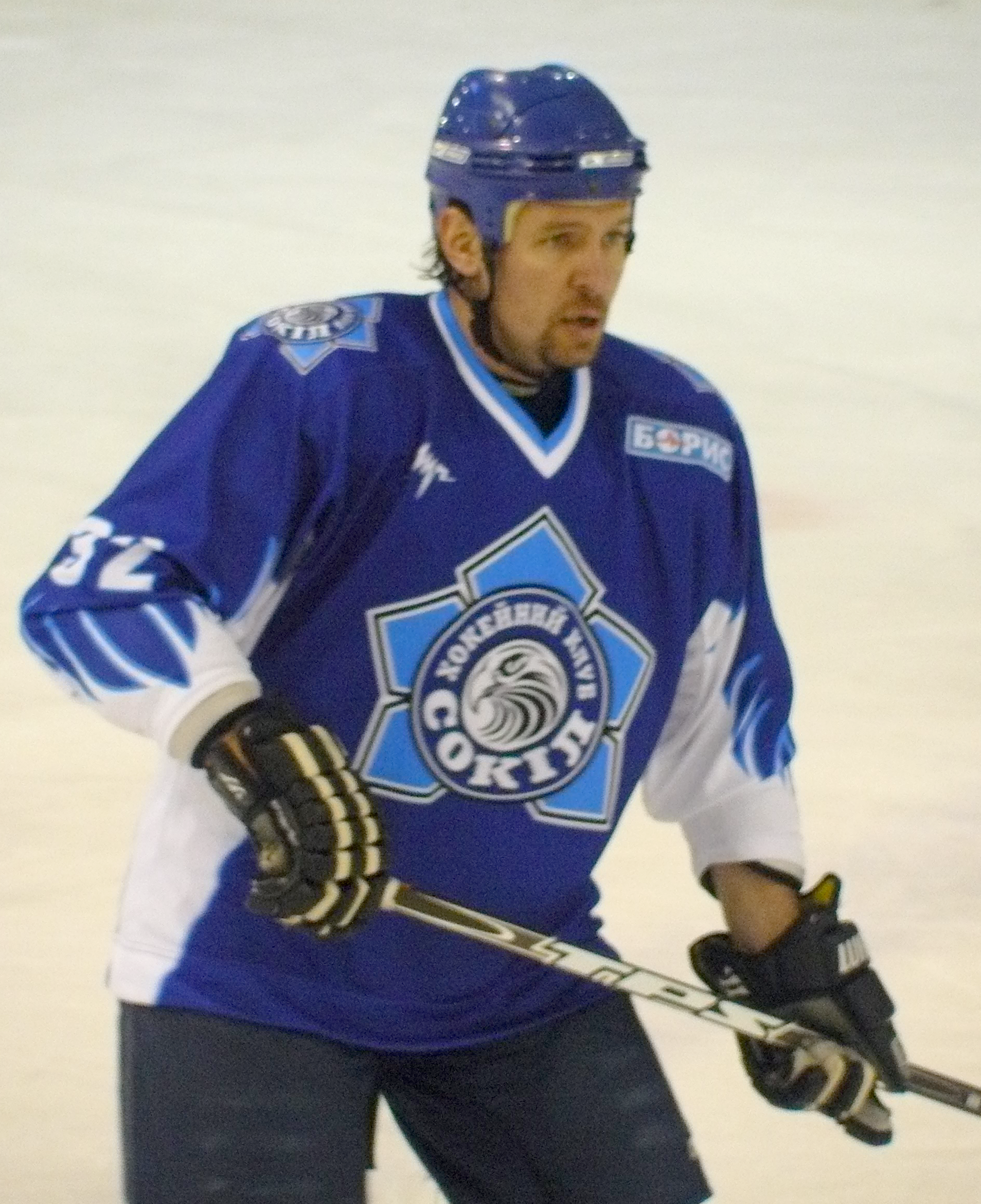
Jurij Huńko w barwach Sokiłu Kijów (2011)

- Ak Bars Kazań (1996–1999)
- Hannover Scorpions (1999–2000)
- Ak Bars Kazań (2000–2001)
- CSKA Moskwa (2001–2002)
- Sokił Kijów (2002–2006)
  -  Gazowik Tiumeń (2004)
- HKm Zvolen (2006–2007)
- Sokił Kijów (2007)
- ATEK Kijów (2007)
- Sokił Kijów (2007–2011)

W młodości grał w kadrze ZSRR, uczestniczył w turnieju mistrzostw Europy juniorów do lat 18 edycji 1990. Później został reprezentantem Ukrainy. Uczestniczył w turniejach mistrzostw świata w 1993, 1994, 1995 (Grupa C), 1998 (Grupa B), 1998 (Grupa B), 1999 (Grupa A), 2002, 2003, 2004, 2005, 2006, 2007 (Elita), 2008, 2009 (Dywizja I) oraz zimowych igrzysk olimpijskich 2002.

## Kariera trenerska i działacza
Po zakończeniu kariery został trenerem i działaczem hokejowym. W sezonie 2012/2013 był asystentem trenera kadry Ukrainy w kwalifikacjach na Zimowe Igrzyska Olimpijskie 2014 i w turnieju mistrzostw świata 2013 Dywizji IB, na których Ukraina wywalczyła awans.
Został kierownikiem departamentu sportowego zawodowych rozgrywek hokejowych na Ukrainie pod nazwą Profesjonalna Hokejowa Liga. Od połowy 2016 asystent trenera w klubie Krywbas Krzywy Róg.

## Sukcesy
Reprezentacyjne
- Srebrny medal mistrzostw Europy juniorów do lat 18: 1990 z ZSRR
- Awans do Grupy A mistrzostw świata: 1998 z Ukrainą

Klubowe
- Złoty medal mistrzostw Rosji: 1998 z Ak Barsem Kazań
- Brązowy medal mistrzostw Rosji: 1999 z Ak Barsem Kazań
- Awans do Superligi: 2002 z CSKA Moskwa
- Brązowy medal Wschodnioeuropejskiej Hokejowej Ligi: 2003 z Sokiłem Kijów
- Złoty medal mistrzostw Ukrainy: 2003, 2004, 2005, 2006 z Sokiłem Kijów, 2007 z ATEK Kijów, 2008, 2009, 2010 z Sokiłem Kijów
- Srebrny medal mistrzostw Ukrainy: 2011 z Sokiłem Kijów

## Odznaczenie
- Order „Za zasługi” II stopnia (2008)[4][5][6]